# Triose

Un triose, le glycéraldéhyde.

Un triose est un ose (monosaccharide) contenant trois atomes de carbone. Ils ont la même formule brute C3H6O3.
Il n'y a que deux trioses :
- le glycéraldéhyde, un aldotriose
- la dihydroxyacétone, un cétotriose.

Les trioses jouent un rôle important dans la respiration.

## Structure chimique

D et L glycéraldéhyde
Dihydroxyacétone